# Пол Грей
Пол Дедрик Грей (на английски: Paul Dedrick Gray) е бивш басист на американската ню метъл група Слипнот. Той изпълнява беквокалите в някои от песните на Слипнот, като в „Spit It Out“ и „Disasterpiece“, особено когато гласът на Кори Тейлър (вокалистът на групата) падне или пресипне.

## Биография
За разлика от останалите членове на групата, Грей е роден в Лос Анджелис, откъдето по-късно се премества в Де Мойн, заедно със семейството си. Преди „Слипнот“ е бил член на групи като: Anal Blast, Vexx, Body Pit, Inveigh Catharsi, и е един от първите членове на групата заедно с Шон Крахан и Андерс Колсефини.
На 24 май 2010 г., The Des Moines Register съобщава, че Грей е намерен мъртъв в стая №431 в хотел Towneplace Suites в Ърбъндейл, около 10:50 часа местно време. Първоначалната аутопсия установява, че причината не е спречкване или травма, но не може да установи причините за смъртта.

## Интересни факти
- Пол Грей е бил арестуван през юни 2003 г. за шофиране под влиянието на наркотици.[2]

- Той е левичар.

- Това е единствения член на Слипнот, който не е роден в Де Мойн.